# Marģers Vestermanis
Marģers Vestermanis (né le 18 septembre 1925 à Riga, en Lettonie) est un survivant letton de la Shoah, historien, ainsi que le fondateur et l'ancien directeur du musée juif de Lettonie.

## Biographie
Marģers Vestermanis est né dans une famille juive et germanophone. Il est le plus jeune des trois fils d'un commerçant et d'un fabricant. Il était élève dans une école allemande dans sa ville d'origine avant d'étudier dans l'école juive privée « Esra ». En outre, Vestermanis a reçu son éducation religieuse d'un rabbi jusqu'à l'âge de 15 ans. Lors de l'arrivée de la Wehrmacht, il a dû déménager au Ghetto de Riga, à l'âge de 16 ans. Par la suite, il fut interné dans le camp de concentration "Kaiserwald". Il a été soumis au travail forcé au SS-Truppenübungsplatz Seelager et dans les camps voisins Poperwahlen et Dondangen. Durant une marche de la mort, il a réussi à s'échapper dans les bois, où il rejoint le mouvement de résistance plus tard. Vestermanis est le seul de sa famille à avoir survécu à la Shoah.